# Institut supérieur d'informatique et de multimédia de Sfax
L'Institut supérieur d'informatique et de multimédia de Sfax (arabe : المعهد العالي للإعلامية والملتيميديا بصفاقس) ou ISIMS est un établissement de l'enseignement supérieur tunisien basé au sein du pôle technologie de Sakiet Ezzit près de Sfax. Créé à la suite du décret présidentiel du 14 août 2001, il est spécialisé dans les domaines de l'informatique et du multimédia.
L'ISIMS dispose de la personnalité civile et d'une autonomie financière et dépend de l'université de Sfax.
Il compte 1 595 étudiants durant l'année 2008-2009 dont 742 inscrits en première année ; la maîtrise en informatique, systèmes et multimédia regroupe le plus d'étudiants avec 331 inscrits, toutes années confondues. Le taux de réussite aux examens de l'année 2007-2008 a été de 85,96 %.

## Formation
L'ISMIS met à la disposition de ses étudiants une formation de base pour aboutir aux spécialités suivantes :
- maîtrise en informatique de gestion et commerce électronique ;
- maîtrise en informatique, systèmes et multimédia ;
- licence fondamentale en informatique multimédia ;
- technicien en multimédia et web ;
- technicien en informatique et multimédia ;
- technicien en maintenance des systèmes informatiques ;
- licence appliquée en informatique : technologie multimédia et web ;
- licence appliquée en informatique : technologie informatique et multimédia ;
- licence appliquée en informatique : maintenance des systèmes informatiques ;
- ingéniorat informatique, technologies web et multimédia ;
- master professionnel en commerce électronique (CE) ;
- master de recherche en informatique et multimédia (I2M) ;
- master professionnel en informatique et multimedia (IPIM) ;
- master professionnel en informatique et système d'information (ISI).

Le cycle de formation dure de trois à quatre ans selon l'option choisie avec un projet de fin d'études produit au cours du deuxième semestre de la dernière année. Le programme complet des cours est disponible sur le site web de l'institut.

## Personnel
En 2009-2010, le personnel de l'ISMIS compte 140 personnes dont deux professeurs, un maître de conférences, 33 maîtres assistants, 62 assistants et dix professeurs de l'enseignement secondaire.
Faiez Gargouri est directeur de l'ISIMS depuis l'année universitaire 2007-2008, en remplacement d'Abdelmajid Ben Hamadou, en poste à partir de 2001, sous les ordres duquel il a servi en tant que directeur du département d'ingénierie informatique. En septembre 2011, Ben Hamadou reprend ses fonctions de directeur, devenant alors le premier directeur élu de l'institut.
Le secrétariat général est occupé depuis 2011 par Tarek Kammoun. Ce poste a auparavant été occupé par Hamda Kamoun (2001-2006), Jamel Kolsi (2006-2008) et Hichem Elloumi (2008-2011).